# Faro di Bell Rock
Il faro di Bell Rock venne costruito tra il 1807 e il 1810 da Robert Stevenson sul Bell Rock (noto anche come Inchcape) nel Mare del Nord. Esso si trova al largo della costa di Angus, in Scozia, ed è il più antico faro marino sopravvissuto al mondo.  Alto 35 metri (115 piedi), la sua luce è visibile da 35 miglia terrestri (56 km).
Il faro funzionava in tandem con una stazione di terra, la Bell Rock Signal Tower, costruita nel 1813 alla foce del porto di Arbroath. Oggi questo edificio ospita il Signal Tower Museum, un centro che racconta la storia del faro.
Le sfide affrontate nella costruzione del faro hanno portato a descriverlo come una delle sette meraviglie del mondo industriale.